# 田中こずえ
田中 こずえ（たなか こずえ、1967年1月16日 - ）は、元女優、グラビアモデル。身長168cm、B88cm・W60cm・H90cm。

## 略歴
埼玉県浦和市出身。父はジャズ・ミュージシャン、母は元松竹少女歌劇団。五人兄妹の末っ子。
1983年、写真誌『写楽』No.12号で、篠山紀信撮影によるヌード・グラビアでデビュー。撮影当時16歳とは思えない野生的で大人びた容貌、170cmの長身、B88cm・W60cm・H90cmのグラマラスなボディを披露し、男性誌のグラビアで引っ張りだことなる。
映画、テレビドラマ、舞台で活躍、1985年には、日活ロマンポルノの「ロマンX」に続く「スーパーエロスシリーズ」の正月映画『女豹』で初主演。主演第2作の『タイム・アバンチュール 絶頂5秒前』（1986年）は、のちに『おくりびと』を手がける滝田洋二郎監督による時間旅行テーマのSFファンタジーの佳作として評価が高い。
その後は劇団月蝕歌劇団に客演するなど、舞台での活動にシフトするも、やがて芸能活動から遠ざかる。引退後は海外に渡り、アート関係の仕事に従事していた。

## 人物
「少女 田中こずえ 愛奴涙」（1984年）のケース裏面のプロフィールでは、身長:168cm、体重:51kg、B:86・W:59・H:88、血液型:O型としている。

## 出演作品

### 映画
- 北の螢（1984年9月1日公開、東映）監督：五社英雄 - きぬ奴 役 [3]
- 俺たちの行進曲（1985年製作、田中プロダクション）監督：渡辺祐介　*劇場未公開
- 血風ロック The Bloody Afternoon（1985年7月14日公開、流山児事務所）監督：流山児祥 [4]
- COMBA てんねん（1985年8月16日公開、ディレクターズ・カンパニー）監督：井筒和幸
- 女豹（1985年12月27日公開、にっかつ）監督：小原宏裕 主演：田中こずえ - *日活ロマンポルノ [5]
- タイム・アバンチュール 絶頂5秒前（1986年12月20日公開、にっかつ）監督：滝田洋二郎 主演：田中こずえ - *日活ロマンポルノ [6]
- ベッドタイムアイズ（1987年4月25日公開、日本ヘラルド）監督：神代辰巳 主演：樋口可南子 - 漁師の女 役 [7]
- 永遠の1/2（1987年11月21日公開、東宝）監督：根岸吉太郎 [8]

### オリジナルビデオ
- 性の過激派 今日からは微熱人（1986年1月1日、にっかつビデオ）監督：長崎俊一 主演：田中こずえ

### テレビ
- おさな妻 私を抱いて…16歳の初夜（1983年8月8日、テレビ朝日・月曜ワイド劇場）
- 青春はみだし刑事（1983年、よみうりテレビ）
- 女子少年院（1983年10月24日、テレビ朝日・月曜ワイド劇場）
- 事件記者チャボ! 第3話 その時チャボはラブホテル…（1983年11月19日、日本テレビ・グランド劇場）- ギャル1（中山一太が街頭で声をかける女性）役
- 青い瞳の聖ライフ（フジテレビ）
  - 第1話 ジャスト・マリッド（1984年10月17日）
  - 第3話 ストップ・ザ・テアー（1984年10月31日）
- 迷宮課刑事おみやさん 第1話 10年前のボタン刺青死美人が今日…!（1985年8月2日、テレビ朝日系）
- 夏・体験物語 パート1（1985年8月20日 - 9月24日、TBS） - 今村則子（生徒役）
  - 夏・体験物語パート2（1986年7月29日 - 10月14日、TBS） - 立花先生（教諭役）
- 探偵・神津恭介の殺人推理 第3作 魔笛に魅せられた女（1985年9月7日、テレビ朝日・土曜ワイド劇場）- 柏木鶴子 役
- 意地悪ばあさん もう沖縄は夏の色の巻（1986年4月7日、フジテレビ 月曜ドラマランド）
- 人妻の背徳日記殺人事件 「M子像」だけが知っていた完全犯罪！（1986年6月14日、テレビ朝日・土曜ワイド劇場）
- 恋物語（1986年10月22日、TBS・水曜ドラマスペシャル）
- 熱っぽいの! 第1話 看護婦さんが通る（1988年4月14日、フジテレビ）

### 舞台
- 演劇舎蟷螂「飛行少年　夢の乙丸」（1984年10月6日―14日、高円寺　明石スタジオ）
- PARCO SPECIAL「HOSS」（1985年4月17日―27日、渋谷　PARCO劇場）
- 月蝕歌劇団「不思議の国のアリス」（1989年10月14日―23日、浅草　六区天幕劇場）
- 月蝕歌劇団「邪宗門」（1990年9月12日―17日、下北沢　ザ・スズナリ）

### ビデオ
- 少女 田中こずえ 愛奴涙〈アイドル〉（1984年、日本ビデオ映像 NV-6045）
- 愛奴涙〈アイドル〉（1984年、フェニックス MG-0004）*上記作品の再発売
- 少女・田中こずえ2 SO LONG（1985年、日本ビデオ映像 NV-6074）
- ハートブレイカー 傷心（1986年11月25日、新東宝 STX-04）
- 桃色パニック 2 田中こずえ 星川ミグ 舵川まり子 東桐子 城源寺くるみ（1988年、新東宝 STZ-04）全5名
- 危険な香りの女たち 3（1988年、ホップビデオ HS-003）全6名
- 女豹（1989年12月22日、にっかつ）※映画「女豹」のビデオ版
- 血風ロック（1990年4月25日、バンダイビジュアル）※映画「血風ロック」のビデオ版
- タイムアバンチュ-ル 絶頂5秒前（1997年5月9日、にっかつ）※映画「タイムアバンチュ-ル 絶頂5秒前」のビデオ版

## 書籍

### 写真集
- 田中こずえ写真集 魅せられて 美少女館シリーズ 5（1984年8月15日、英知出版） - 撮影:上野実
- 山口百恵の時代から（1986年3月20日、小学館激写文庫） - 撮影:篠山紀信。他に山口百恵らを収録 ISBN 9784093947527
- マドンナメイト写真集 田中こずえ（1986年4月10日、マドンナ社）撮影:追分幹 ISBN 9784576860312
- 夢空間（スコラスペシャル 18）（1987年3月28日、講談社）撮影:平地勲 ISBN 9784061708181
- 素足のアイドルたち 3 別冊 BIG GORO 堀江しのぶ・森尾由美・中山美穂・中沢慶子・田中こずえ ほか 全25名（1987年6月5日、小学館）撮影:渡辺達生
- 文庫サイズ写真集 ハードに挑戦 ロマンX PART1 ザ・本番女子大生篇 田中こずえ・麻生かおり・朝吹ケイト・杉原光輪子 他（1987年7月10日、近代映画社）ISBN 978-4764814387
- 野川イサム写真集 染色体 根本美香・二階堂ミホ・松岡美江・村上レナ・早瀬理沙・庄司みゆき・田中こずえ 他（1993年4月20日、竹書房）撮影:野川イサム ISBN 9784884752163

### 雑誌
- 写楽 1983年12月号（小学館）
- アクションビデオ 1984年11月月号（サン出版）
- WEEKLY プレイボーイ 1984年8月14・21日合併号、10月16日号、12月18・25日合併号、1985年1月29日号、4月23日号、7月9日号、1986年1月1・7日合併号、1月14日号、3月25日号、12月16日号（集英社）
- Monthly平凡パンチ 1985年4月号、9月号、1986年5月号（マガジンハウス）
- GORO 1985年5月23日号、8月22日号、1986年1月9日号、3月13日号（小学館）
- 週刊現代 1986年1月4・11日合併号（講談社）
- WEEKLY平凡パンチ 1986年1月6・13日合併号、1月20日号、4月21日号号、6月9日号、1987年1月5・12日号、4月23日号、1988年1月21日号（マガジンハウス）
- スコラ 1986年5月8日号、1987年2月26日号（スコラ）
- PLAYBOY 日本版 1987年4月号（集英社）